# Platja de sa Boadella
La platja de sa Boadella és una platja seminatural situada al terme municipal de Lloret de Mar (la Selva), a la Costa Brava Sud, entre les platges de Santa Cristina i de Fenals. És una platja de sorra gruixuda, d'uns 250 metres de llargada i un 10% de pendent, on es descarregava i passava contraban durant la postguerra. Compta amb servei de salvament i primers auxilis, vigilància i seguretat, servei de neteja del passeig i la sorra, dutxes, WC, papereres, senyalització i un restaurant. La pràctica del nudisme és habitual en el conjunt de la platja i es remunta a la dècada del 1950.
L'Agència Catalana de l'Aigua efectua un control setmanal de la qualitat de l'aigua, durant la temporada de bany, amb el resultat d'excel·lent. La platja ha estat distingida amb el distintiu de Bandera Blava, que reconeix internacionalment la qualitat de l'aigua i serveis.

## Descripció
Està situada als afores del nucli urbà de Lloret de Mar i s'hi accedeix per la carretera GI-682 (Blanes-Lloret). L'accés motoritzat a la cala no és permès i la zona d'aparcament és a uns 200 metres. La platja està envoltada de penya-segats i d'una espessa pineda. Sobre els penya-segats de la part esquerra hi ha els Jardins de Santa Clotilde. Sota el penya-segat dels jardins, entre l'illa des Bot i la punta d'En Sureda, hi ha una zona d'illots adequada per a la pràctica del busseig.
La cala està separada en dues parts per Sa Roca des Mig, que divideix el sorral en dues platges: una a l'oest anomenada sa Cova (tot i que a la cala no hi ha cap cova) i l'altra a l'est, Sa Boadella. La denominació de sa Cova (a la banda de la platja de Santa Cristina), actualment gairebé ha desaparegut i tota la platja es coneix com a Sa Boadella.